# Ganiyu Oseni
Ganiyu Bolaji Oseni est un footballeur nigérian né le 19 septembre 1991 à Osogbo. Il joue au poste d'attaquant avec le Bình Định FC.

## Palmarès
- Vainqueur de la Coupe du monde de football des moins de 17 ans en 2007